# Le Tombeau d’Edgar Poe

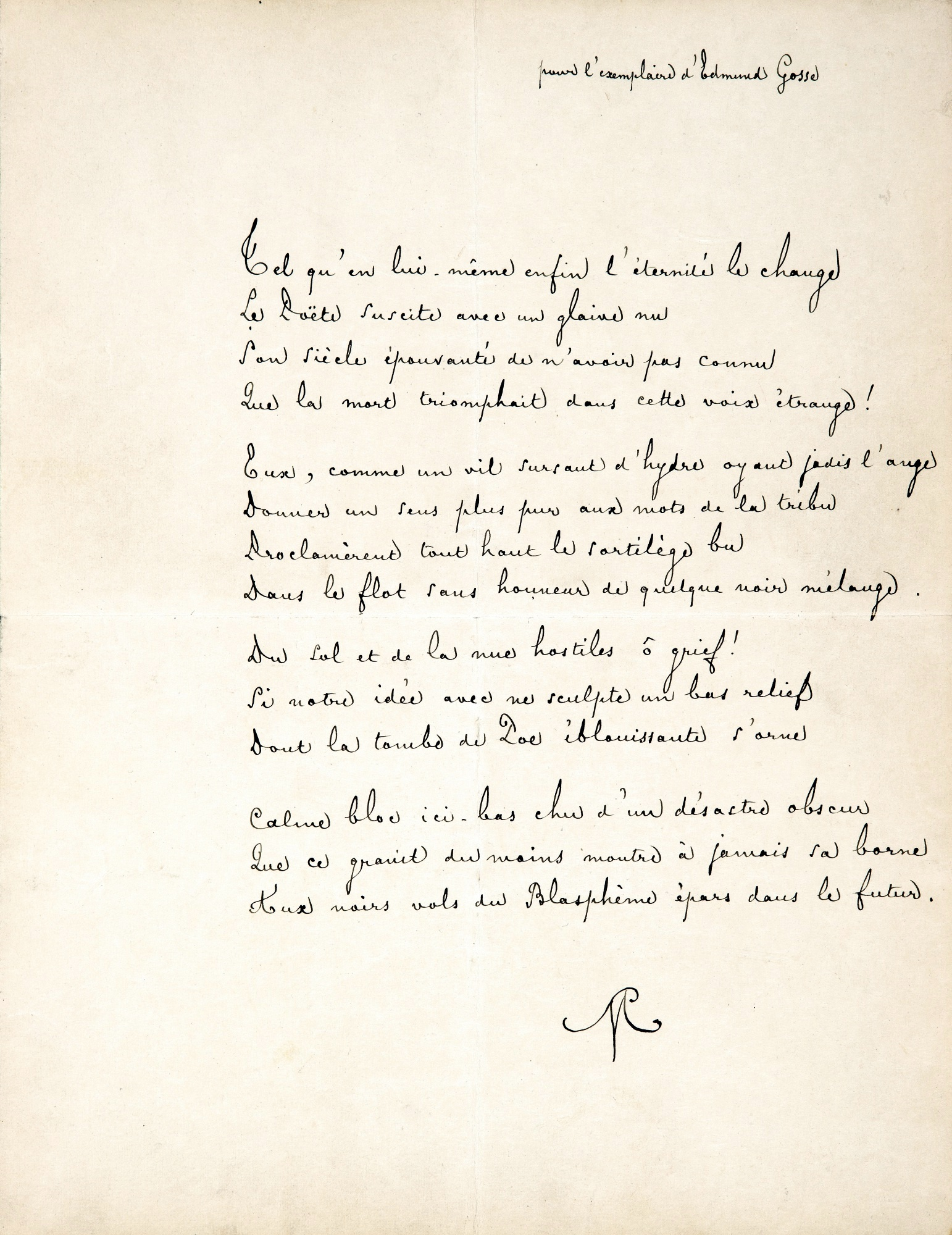
Le Tombeau d’Edgar Poe, undatiertes Autograph Mallarmés (entstanden um 1889, monogrammiert mit „SM“ und versehen mit einer Widmung (oben rechts) an seinen britischen Schriftstellerkollegen und Freund Edmund Gosse)

Le Tombeau d’Edgar Poe (französisch Grab[mal] für Edgar Poe) ist ein Sonett des französischen Dichters Stéphane Mallarmé aus dem Jahre 1876 für den von ihm sehr verehrten US-amerikanischen Schriftsteller Edgar Allan Poe, der 1849 gestorben war und dessen Werk Mallarmé zum Teil übersetzt hatte.

## Geschichte und Inhalt

### Vorgeschichte

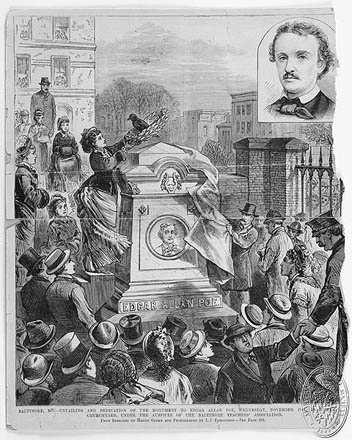
Einweihung von Poes Gedenkstein und neuer Grabstelle am 17. November 1875

Poe war unerwartet und unter bis heute ungeklärten Umständen am 7. Oktober 1849 in Baltimore gestorben. Zwei Tage später wurde er auf dem Friedhof der Westminster Presbyterian Church bestattet. Sein Grab war längere Zeit weder besonders gekennzeichnet, noch gab es einen Grabstein.
Über Jahre hinweg wurde immer wieder diskutiert, Poe einen ihm würdigen Grabstein zu setzen, doch erst im Oktober 1865, 16 Jahre nach seinem Tod, gelang es John Basil, Jr., Leiter einer Grammar School in Baltimore und einigen anderen, durch einen Spendenaufruf dieses Ziel zu ermöglichen. Das so finanzierte Grabmal wurde schließlich am 17. November 1875 in einer feierlichen Zeremonie eingeweiht.
Sara Sigourney Rice (1831–1909), eine Lehrerin aus Baltimore, brachte 1877 das Buch Edgar Allan Poe. A Memorial Volume zum Gedenken an dieses Ereignis heraus. Neben vielen anderen Schriftstellern hatte sie dafür den bedeutenden französischen Poe-Übersetzer Stéphane Mallarmé angeschrieben und um ein paar Zeilen für ihr Buch gebeten. Mallarmé antwortete ihr überschwänglich am 4. April 1876 und versprach einen Beitrag – sein Sonett.

### Das Sonett
Mallarmés Sonett steht in der französischen Tradition der Tombeaux, einer Art musikalischen Nachrufs, dessen Ursprünge bis ins Barock zurückreichen. Ende des 19. Jahrhunderts erfuhren sie in lyrischer Form unter anderem durch Mallarmé selbst eine Renaissance. Er verfasste noch zwei weitere Tombeaux für seine befreundeten französischen Schriftstellerkollegen Charles Baudelaire und Paul Verlaine. Darüber hinaus verfasste er ähnliche Nachrufe auf den Schriftsteller Théophile Gautier, den Komponisten Richard Wagner und den Maler Puvis de Chavannes. Von Mallarmés Tombeau d’Edgar Poe sind heute sechs leicht voneinander abweichende Versionen bekannt.

### Text
Le tombeau d’Edgar Poe

Tel qu’en Lui-même enfin l’éternité le change,

Le Poète suscite avec un glaive nu

Son siècle épouvanté de n’avoir pas connu

Que la mort triomphait dans cette voix étrange!

Eux, comme un vil sursaut d’hydre oyant jadis l’ange

Donner un sens plus pur aux mots de la tribu

Proclamèrent très haut le sortilège bu

Dans le flot sans honneur de quelque noir mélange

Du sol et de la nue hostiles, ô grief!

Si notre idée avec ne sculpte un bas-relief

Dont la tombe de Poe éblouissante s’orne

Calme bloc ici-bas chu d’un désastre obscur

Que ce granit du moins montre à jamais sa borne

Aux noirs vols du Blasphème épars dans le futur
Das Grab Edgar Poes

Erst in sich selbst verwandelt von der Ewigkeit

aufscheucht mit nacktem Schwert der Dichter das verstörte

Jahrhundert, das des Todes Siegsgesang nicht hörte

in dieser unerkannten Stimme Seltsamkeit.

Sie, weil der Engel, der landläufigem Wort vor Zeit

reinern Sinn verlieh, die Vipernbrut empörte,

verschrien den Zaubertrank, der flutend sie betörte,

als eine schwarze Mischung der Verworfenheit.

Dem Boden und der Wolke gleich Feindselige, weh!

So draus gemeißelt unserm Geist kein Bild ersteh,

womit Poes Grab sich halb erhaben blendend schmückte,

ruhiger Block, aus dunkelm Unheil her verirrt:

daß, Grenzstein, der Granit auf immer doch entrückte

der Schmähung Krähenflug, der in der Zukunft schwirrt!
Der originale französische Text wurde in Rices Buch fehlerhaft wiedergegeben, da weder sie noch der Setzer der Sprache mächtig waren. In einem zehnseitigen Brief an Rice beschwerte sich Mallarmé darüber. Am 9. Oktober 2018 wurde ein undatiertes Autograph von Mallarmés Sonett für 110.000 € im Auktionshaus Sotheby’s in Paris versteigert.

### Interpretationen und Übertragungen
Mallarmé gehörte, wie u. a. Charles Baudelaire, ein weiterer einflussreicher französischer Poe-Übersetzer, zu den sogenannten Symbolisten der französischen Literatur des 19. Jahrhunderts und huldigte Poe, einem der Wegbereiter des Symbolismus in Frankreich, in Form dieses symbolistischen Sonetts. Das macht dessen Interpretation schwierig. Einer der Ersten, der sich daran versuchte, war im Oktober 1888 der französische Schriftsteller Jules Lemaître, im 20. Jahrhundert folgten u. a. Charles Chassé und Gardner Davies.
Der US-amerikanische Literaturwissenschaftler Bernard Weinberg deutete Mallarmés Worte vorrangig als eine Zornesäußerung des Autors über die eklatante Fehlbeurteilung Poes und seines Werks zu dessen Lebzeiten durch einige Kritiker und die ihm von Widersachern entgegengebrachte Feindseligkeit. Des Weiteren sah Weinberg in dem Sonett die Gegenüberstellung von Vergangenheit, Gegenwart und Zukunft der Würdigung Poes.

“The poem is an encomium to the transcendent artist whose grasp of beauty has transformed him into an angelic figure rising above the trials of mortal existence. The symbol of the angel as a deification of the artist was important to the symbolists, representing both artistic transcendence and immortality. Mallarmé reiterated the view of Poe put forward by Baudelaire: that he was a tortured genius doomed by that very isolated genius to special greatness. Poe’s art was the product of suffering and sacrifice accomplished in the face of the world’s ignorance and vulgarity.”

„Das Gedicht ist ein Enkomion auf den transzendenten Künstler, dessen Verständnis von Schönheit ihn in eine engelhafte Gestalt verwandelt hat, die sich über die Prüfungen der sterblichen Existenz erhebt. Das Symbol des Engels als einer Vergöttlichung des Künstlers war den Symbolisten wichtig, da er sowohl die künstlerische Transzendenz, als auch die Unsterblichkeit darstellt. Mallarmé bekräftigte die von Baudelaire vertretene Auffassung von Poe, dass er ein gequältes Genie sei, das wiederum von diesem so einzigartigen Genius zu besonderer Größe verdammt sei. Poes Kunst war das Ergebnis von Leid und Aufopferung, erbracht angesichts einer ignoranten und vulgären Welt.“

Übertragungen in andere Sprachen stammen von dem US-amerikanischen Literaturwissenschaftler und Poe-Biografen Daniel Hoffman, seinem US-Kollegen Richard Wilbur, dem Schweizer Romanisten und Übersetzer Hans Staub sowie von Mallarmé selbst, der sein Sonett ins Englische übertrug.

### Rezeption

#### In der Malerei
Le Tombeau d’Edgar Poe
Künstler: Henri Matisse

Link zum Foto

(Bitte Urheberrechte beachten)
1932 bat der Schweizer Verleger Albert Skira den befreundeten französischen Fauvisten Henri Matisse um 29 Illustrationen für sein Buch Poésies de Stéphane Mallarmé, das im Oktober desselben Jahres in einer Gesamtauflage von nur 165 Exemplaren erschien. Eines von Matisses Werken interpretiert Le Tombeau d’Edgar Poe.

#### In der Musik
Unter dem Titel Le tombeau d’Edgar Poe wurden folgende Werke veröffentlicht:
- 1964: Die türkischen Elektro-Musiker Erdem Buri (1925–1993) und İlhan Mimaroğlu (1926–2012) brachten ein ca. 7-minütiges Stück mit diesem Titel auf ihrer LP Electronic Music heraus, in dem Mallarmés Text rezitiert wird.[22]
- 1985: Der US-amerikanische Komponist Dominick Argento erschuf auf Grundlage der 1975 gemeinsam mit seinem Musikerkollegen Charles Nolte komponierten Oper The Voyage of Edgar Allan Poe[23] die 18-minütige Orchestersuite mit dem Titel Le tombeau d’Edgar Poe.[24] In ihr wird allerdings ein anderer Text verwendet, der von Poes Gedicht Annabel Lee.
- 1991: Der niederländische Komponist und Dirigent Huub Kerstens (1947–1999), Vertreter der Neuen und atonalen Musik,[25] komponierte ein 8-minütiges Auftragswerk, in dem der Text rezitiert wird. Die Uraufführung fand am 25. April 1998 in der Posthoornkerk in Amsterdam statt.[26]
- 2014: Die mexikanische New-Wave-Band Casino Shanghai veröffentlichte das 5-minütige Stück des Titels auf ihrem Album L’Action Minimal (In Aeternam Vale Remix), in dem ebenfalls der Text rezitiert wird.[27]